# Guerra Anglo-Iraquiana
A Guerra Anglo-Iraquiana foi um conflito entre o Reino Unido e o governo rebelde de Rashid Ali no Reino do Iraque durante a Segunda Guerra Mundial. A guerra durou de 2 de maio a 31 de maio de 1941. A campanha resultou na reocupação do Iraque pelas forças armadas britânicas e o retorno ao poder do regente pró-britânico deposto do Iraque, Príncipe Abd al-Ilah. A campanha alimentou ainda mais o ressentimento nacionalista no Iraque, em direção à monarquia Hachemita apoiada pelos britânicos.

## Antecedentes
O Reino do Iraque (também conhecido como Mesopotâmia) foi governado pelo Reino Unido sob um mandato da Sociedade das Nações, o Mandato Britânico da Mesopotâmia, até 1932 quando o Iraque tornou-se nominalmente independente. Antes de conceder a independência, o Reino Unido concluiu o Tratado Anglo-Iraquiano de 1930. Este tratado tinha várias condições, que incluíam a permissão para estabelecer bases militares de uso britânico e proporcionar todas as facilidades para o movimento irrestrito das forças britânicas em todo o país, a pedido do governo iraquiano. As condições do tratado foram impostas pelo Reino Unido para garantir o controle permanente dos recursos petrolíferos do Iraque. Muitos iraquianos ressentiram estas condições e achavam que seu país e sua monarquia ainda estavam sob o controle efetivo do Governo Britânico.